# Championnats du monde de patinage artistique 1927
Navigation
Mondiaux 1926 Mondiaux 1928
Les championnats du monde de patinage artistique 1927 ont lieu du 5 au 6 février 1927 à la patinoire extérieure de Davos en Suisse pour les Messieurs, du 19 au 20 février 1927 à Oslo en Norvège pour les Dames, et du 22 au 23 février 1927 à la patinoire extérieure de Vienne en Autriche pour les Couples.  

## Podiums
| Épreuves                      | Or                         | Argent                     | Bronze                   |
| ----------------------------- | -------------------------- | -------------------------- | ------------------------ |
| Messieurs résultats détaillés | Willy Böckl                | Otto Preißecker            | Karl Schäfer             |
| Dames résultats détaillés     | Sonja Henie                | Herma Szabó                | Karen Simensen           |
| Couples résultats détaillés   | Herma Szabó / Ludwig Wrede | Lilly Scholz / Otto Kaiser | Else Hoppe / Oscar Hoppe |

## Tableau des médailles
| Rang  | Nation          | Or | Argent | Bronze | Total |
| ----- | --------------- | -- | ------ | ------ | ----- |
| 1     | Autriche        | 2  | 3      | 1      | 6     |
| 2     | Norvège         | 1  | 0      | 1      | 2     |
| 3     | Tchécoslovaquie | 0  | 0      | 1      | 1     |
| Total | Total           | 3  | 3      | 3      | 9     |

## Détails des compétitions

### Messieurs
| Rang    | Nom              | Nation      | Places | Points | Fig. impo. | Prog. libre |
| ------- | ---------------- | ----------- | ------ | ------ | ---------- | ----------- |
| 1       | Willy Böckl      | Autriche    | 11     |        |            |             |
| 2       | Otto Preißecker  | Autriche    | 15     |        |            |             |
| 3       | Karl Schäfer     | Autriche    | 24     |        |            |             |
| 4       | Georges Gautschi | Autriche    | 26     |        |            |             |
| 5       | John Page        | Royaume-Uni | 30     |        |            |             |
| 6       | Ludwig Wrede     | Autriche    | 42     |        |            |             |
| 7       | Herbert Haertel  | Allemagne   | 48     |        |            |             |
| 8       | Jean Henrion     | France      | 56     |        |            |             |
| Forfait | Paul Franke      | Allemagne   |        |        |            |             |

### Dames
| Rang | Nom             | Nation    | Places | Points | Fig. impo. | Prog. libre |
| ---- | --------------- | --------- | ------ | ------ | ---------- | ----------- |
| 1    | Sonja Henie     | Norvège   | 7      |        |            |             |
| 2    | Herma Szabó     | Autriche  | 8      |        |            |             |
| 3    | Karen Simensen  | Norvège   | 17     |        |            |             |
| 4    | Ellen Brockhöft | Allemagne | 18     |        |            |             |

### Couples
| Rang | Nom                           | Nation          | Places | Points |
| ---- | ----------------------------- | --------------- | ------ | ------ |
| 1    | Herma Szabo / Ludwig Wrede    | Autriche        | 6.5    |        |
| 2    | Lilly Scholz / Otto Kaiser    | Autriche        | 9      |        |
| 3    | Else Hoppe / Oscar Hoppe      | Tchécoslovaquie | 14.5   |        |
| 4    | Hansi Eissert / Georg Pamperl | Autriche        | 20     |        |